# Gregorijanski kalendar
Gregorijanski kalendar je međunarodno najviše korišten kalendar, a dobio je ime po papi Grguru XIII. (lat. Gregorius). Danas je u uporabi kao primarni ili sekundarni kalendar u gotovo svim krajevima svijeta.

## Povijest
Po savjetu njemačkog astronoma Christophera Claviusa (Christoph Schlüssel) (1538. – 1612.) i napuljskoga fizičara i astronoma Alojzija Liliusa (Luigi Lilio Ghiraldi) (1520. – 1576.), papa Grgur XIII.  (1502. – 1585.) objavio je 24. veljače 1582. reformu do tada postojećega julijanskoga kalendara papinskom bulom Inter Gravissimas nazvanom po prvim dvjema riječima teksta. Ovaj novi kalendar, nazvan gregorijanski kalendar, svoje ime je dobio po papi Grguru. 
Papinska bula sadržavala je sljedeće odredbe:
1. Iz kalendara će se izostaviti 10 dana, tako da poslije četvrtka, 4. listopada 1582. slijedi petak, 15. listopada.
2. Prijestupna je svaka godina djeljiva s 4, osim onih godina djeljivih sa 100 pri čemu su one djeljive s 400 također prijestupne.
3. Prijestupna godina ima jedan dan više od obične (koja ima 365 dana) koji se dodaje na kraju mjeseca veljače.
4. Uskrs će se odsad izračunavati po novom pravilu, vezanom za novi kalendar.
5. Prvi dan u godini bit će 1. siječnja.

Stvarna (tropska) godina (rotacija Zemlje oko Sunca) traje 365 dana, 5 sati, 48 minuta i 45 sekundi. Julijanski kalendar je zaokružio dotičnih 5 sati, 48 minuta i 45 sekundi na približno 6 sati (pri tome je zanemarena razlika od 11 min i 15 sekundi) tj. 6 h = 1/4 dana pa je uzeo da godina u julijanskom kalendaru traje 365 i 1/4 dana tj. da se svake četvte (prijestupne) godine dodaje jedan dodatni dan. Nakon više stoljeća ovih zanemarenih 11 minuta i 15 sekundi razlike između stvarne tropske godine i julijanskog kalendara se akumuliralo i uočeno je da godina po julijanskom kalendaru s godinama odstupa od stvarne tropske godine (pomicanje solsticija, ekvinocija, godišnih doba). Stoga je napravljena bolja korekcija u obliku gregorijanskog kalendara gdje se u obzir trajanja godine uzma i ona razlika od približno 11 minuta i 15 sekundi (umanjenje od 11 minuta i 15 sekundi je približno -3/400 godine - gregorijanski kalendar sad zanemaruje svega oko 27 sekundi na godinu dana). Po njemu je dužina trajanja godine smanjena sa 365,25 na 365,2425 dana (365 + 1/4 – 3/400 = 365 + 97/400 = 365,2425 tj. ima 97 prijestupnih godina na svakih 400). Po gregorijanskom kalendaru zanemarenih 27 sekundi zahtijevat će korekciju tj. dodavanje jednog dana tek nakon oko 3215 godina, jer se tijekom vremena dužina trajanja solarne godina smanjuje, a greška povećava.
U gregorijanski kalendar uvedeno je takozvano sekularno pravilo – one godine koje su djeljive sa 100 (sekularne godine) su obične (nisu prijestupne iako su djeljive sa 4), osim ako su djeljive s 400 (u tom su slučaju ipak jesu prijestupne). Tako da je razlika između gregorijanskoga i julijanskoga kalendara ta što gregorijanski ima 97 prijestupnih godina na svakih 400, a julijanski ima jednu prijestpnu godinu na svakih četiri odnosno 100 na svakih 400 godina. To znači da su godine 1700., 1800., 1900., 2100. itd. prijestupne po julijanskome, a obične (sekularne) po gregorijanskome kalendaru. Prilikom prijelaza sa julijanskog na gregorijanski kalendar 1582. godine napravljena je promjena da nakon 4. listopada dolazi (umjesto 5. listopada) 15. listopad i razlika je bila korekcija od 10 dana (da se anulira ona pogreška akumilirana godinama). U međuvremenu, od promjene kalendara 1582. godine do danas, su u julijanskom kalendaru 1700., 1800. i 1900. godine bile prijestupne kada je dodavan po jedan prijestupni dan, a u gregorijanskom te godiine nisu bile prijestupne pa je između ta dva kalendara nastala razlika od dodatnih 3 dana te danas razlika između julijanskoga i gregorijanskoga kalendara iznosi 13 dana, a nakon 2100. uvećat će se na 14 dana.
Uvođenjem gregorijanskoga kalendara, kalendarska godina je približena tropskoj najviše do tada. Kada je papa Grgur 1582. godine uveo novi kalendar, njega su odmah prihvatile Italija, Poljska, Portugal i Španjolska, a ubrzo i ostale katoličke zemlje. Zemlje Krune sv. Stjepana kojima je tada pripadao najveći dio Hrvatske prešle su na gregorijanski kalendar 1587. godine. Protestantske zemlje prešle su na gregorijanski kalendar mnogo kasnije, dok su pravoslavne to učinile tek u 20. stoljeću, s tim da su do dan-danas već i neke pravoslavne crkve (Grčka, Rumunjska, Bugarska, odnedavno i Ukrajinska) prešle na ovaj kalendar, premda neke – kao što su Ruska i Srpska – i dalje ustraju na staromu, julijanskomu kalendaru. Kako je julijanski kalendar manje točan od gregorijanskog u odnosu na tropsku godinu tako se događa da se pravoslavni Božić, koji se slavi po julijanskom kalendaru, pomiče iz zime prema proljeću.

## Vanjske poveznice
|  | Zajednički poslužitelj ima stranicu o temi Wikitable kalendar         |
|  | Zajednički poslužitelj ima stranicu o temi Gregorijanski kalendar     |
|  | Zajednički poslužitelj ima još gradiva o temi Gregorijanski kalendari |